# Miles Kane
Miles Peter Kane, född 17 mars 1986, är en brittisk sångare och gitarrist. Kane är mest känd som soloartist samt som en av medlemmarna i supergruppen The Last Shadow Puppets, vilken han startade med Alex Turner. Han har även vart medlem i flera andra band, såsom The Rascals och The Little Flames.
Under sin karriär har Kane släppt fem soloalbum, varav det senaste, One Man Band, släpptes 2023. Han har enligt honom själv hållit på med musik sedan han var 17 år gammal.

## Bakgrund

### Uppväxt
Kane föddes i Birkenhead i nordvästra England. Under sin uppväxt spelade han saxofon och gitarr, och drömde om att bli gitarrist.

### Tidig karriär
Vid arton års ålder uppfylldes drömmen när Kane började som gitarrist i bandet The Little Flames. I bandet sjöng sångerskan Eva Petersen. The Little Flames spelade in ett album under 2006 vid namn The Day is Not Today, men de splittrades innan de hann släppa albumet. Albumet släpptes till slut under 2016, hela tio år efter det spelats in.
Efter The Little Flames gick isär startade Kane tillsammans med bandmedlemmarna Joe Edwards och Greg Mighall ett nytt band vid namn The Rascals. Bandet släppte en EP, Out of Dreams, och ett studioalbum, Rascalize, innan de sedan gick isär på grund av att Kane ville satsa på en solokarriär.

### The Last Shadow Puppets ochColour of The Trap(2008–2012)

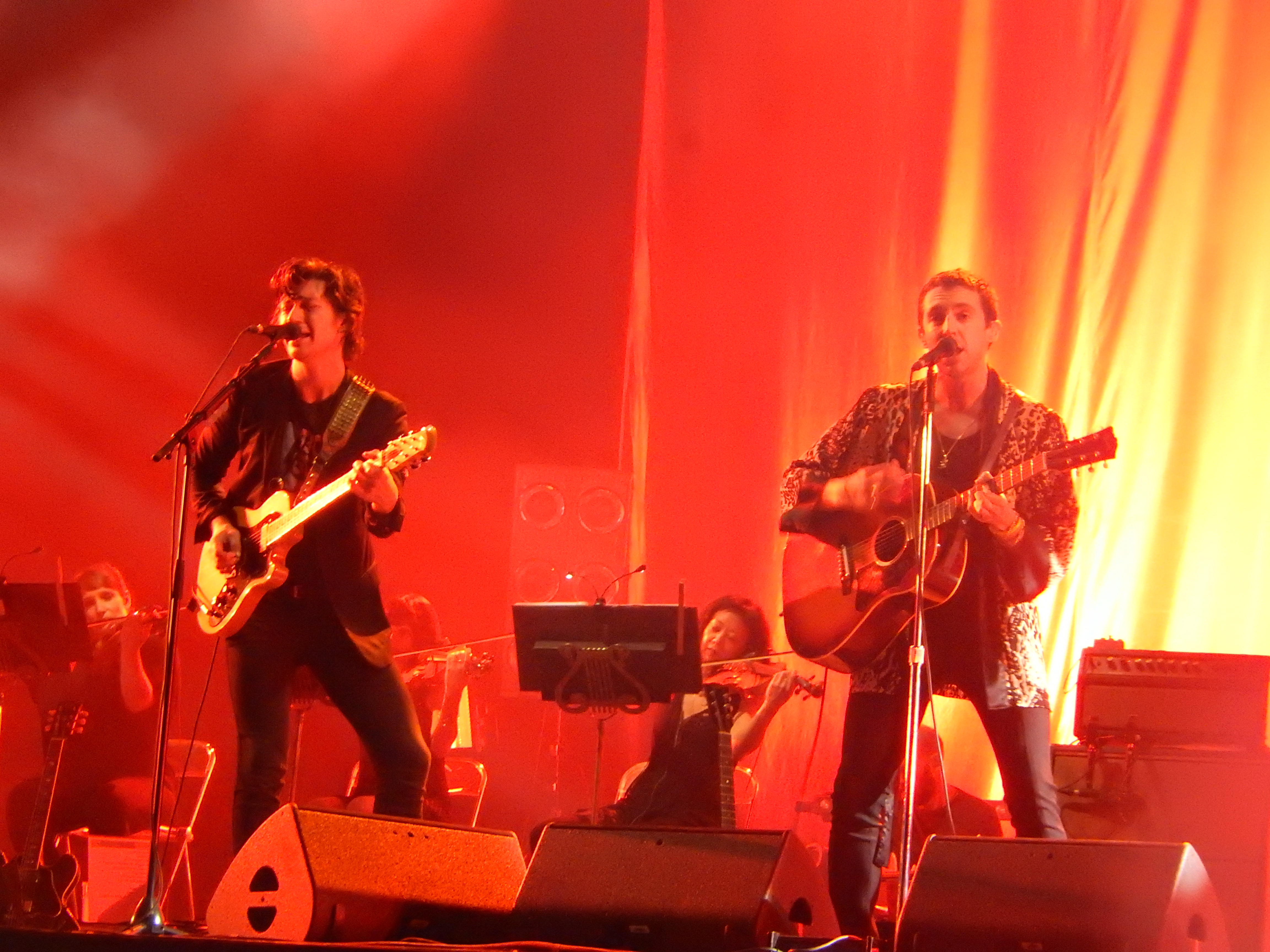
Miles Kane och Alex Turner uppträder som The Last Shadow Puppets i Paris 2016.

Kane startade supergruppen The Last Shadow Puppets tillsammans med vännen Alex Turner, sångare i rockbandet Arctic Monkeys. Duon släppte sitt första studioalbum, The Age of The Understatement den 21 april 2008.
Den 22 november 2010 släpptes Inhaler, hans debutsingel som soloartist. Singeln blev en av tre från hans första soloalbum Colour of The Trap som släpptes den 9 maj 2011. Albumet innehöll gästframträdanden av Noel Gallagher och Clémence Poésy, och skrevs bland annat tillsammans med Alex Turner.

### Don't Forget Who You AreochCoup De Grace(2013–2018)
Den 3 juni 2013 släpptes Kanes andra studioalbum Don't Forget Who You Are, innehållande singlarna Give Up och Don't Forget Who You Are.
Efter att inte ha släppt musik på åtta år återvände The Last Shadow Puppets under 2016. Singeln Bad Habits blev den första från gruppens andra studioalbum Everything You've Come to Expect, som släpptes den 1 april 2016.
Albumet Coup De Grace, Kanes tredje studioalbum som påbörjades redan 2013 fick vänta med att färdigställas tills efter släppet av Everything You've Come To Expect. Coup De Grace släpptes till slut den 10 augusti 2018 och innehöll bland annat låten Loaded, vilken har skrivits ihop med Lana Del Rey.

### Change The ShowochOne Man Band(2022– )
Kane medverkar utan att vara krediterad på sångerskan Lana Del Reys åttonde studioalbum Blue Banisters, där han sjunger i låten Dealer.
Kanes fjärde studioalbum Change The Show släpptes den 21 januari 2022 och föregicks av singlarna Don't Let It Get You Down, Caroline, See Ya When I See Ya och Nothing's Ever Gonna Be Good Enough.

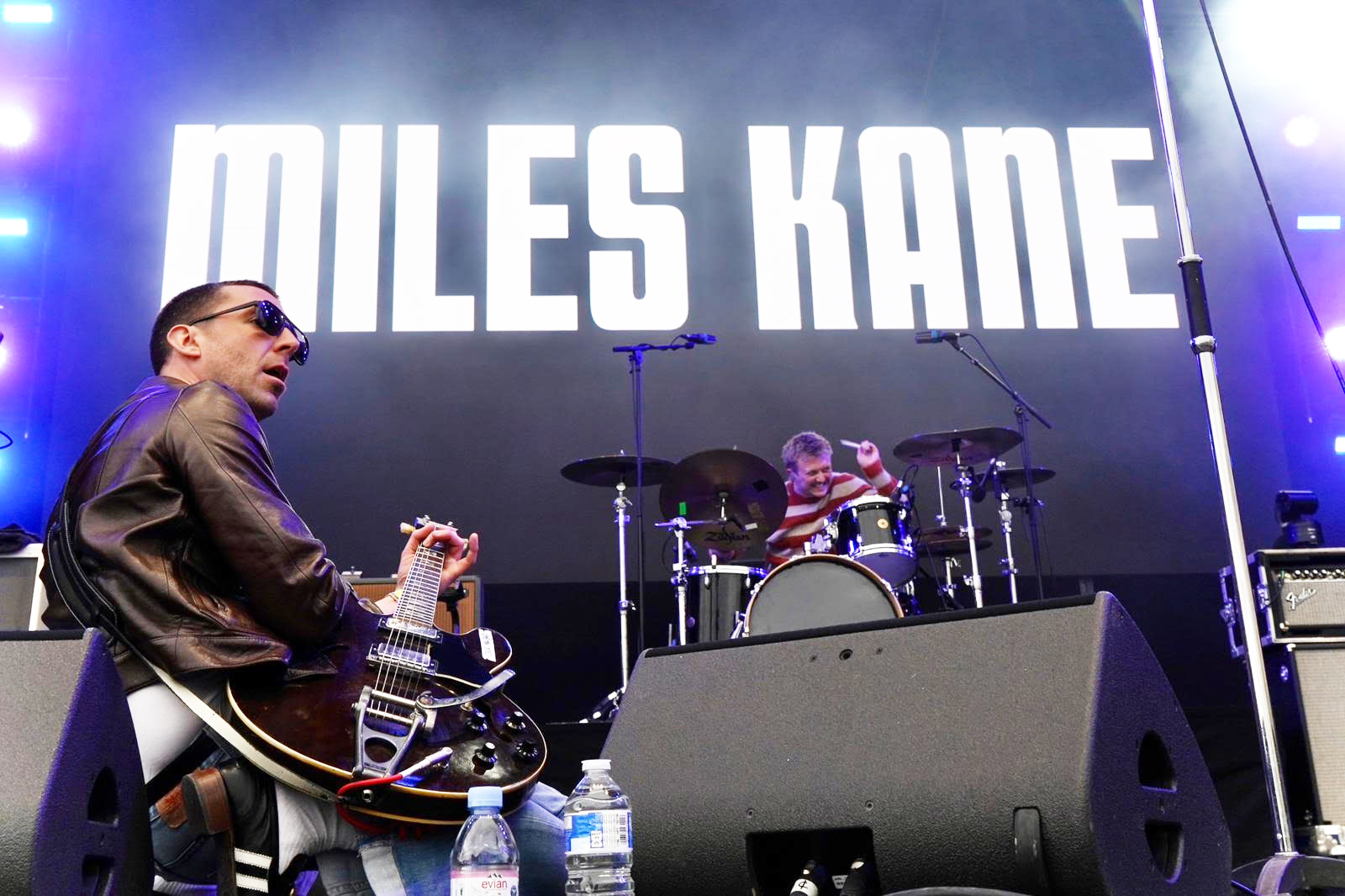
Kane under ett uppträdande på Eurovision Village i samband med Eurovision Song Contest 2023 i Liverpool.

Endast lite mer än ett år senare, den 4 augusti 2023, släpptes hans femte studioalbum One Man Band. Albumet föregicks av singlarna Troubled Son, Baggio, The Wonder och titelspåret One Man Band.

### Med The Last Shadow Puppets

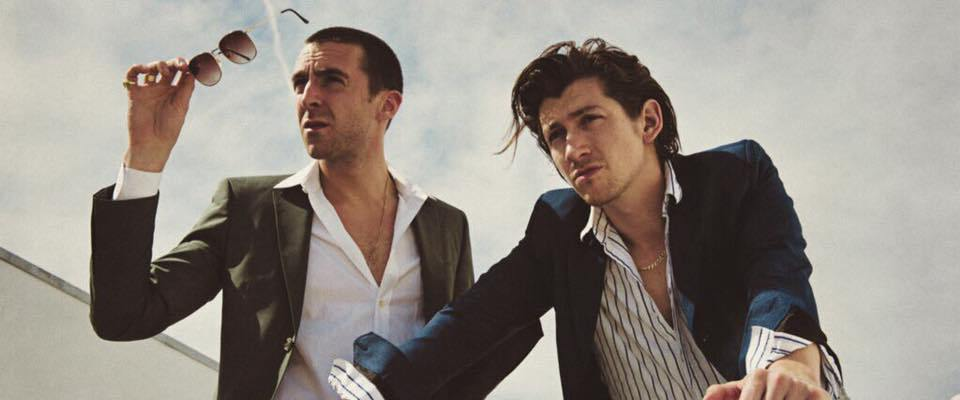
The Last Shadow Puppets, bestående av Miles Kane och Alex Turner, 2016

## Diskografi

### Som soloartist[19]

#### Album
| År   | Titel                    |
| ---- | ------------------------ |
| 2011 | Colour of The Trap       |
| 2013 | Don't Forget Who You Are |
| 2018 | Coup De Grace            |
| 2022 | Change The Show          |
| 2023 | One Man Band             |

#### EP
| År   | Titel                |
| ---- | -------------------- |
| 2011 | Come Closer          |
| 2012 | First of My Kind EP  |
| 2013 | Give Up              |
| 2013 | NME Awards Tour 2013 |
| 2023 | Time of Your Life    |

#### Singlar
| År   | Titel                                                        | Album/EP                                                  |
| ---- | ------------------------------------------------------------ | --------------------------------------------------------- |
| 2010 | Inhaler                                                      | Colour of The Trap                                        |
| 2011 | Come Closer                                                  | Colour of The Trap                                        |
| 2011 | Rearrange                                                    | Colour of The Trap                                        |
| 2012 | First of My Kind                                             | - First of My Kind EP - Don't Forget Who You Are (Deluxe) |
| 2013 | Give Up                                                      | Don't Forget Who You Are                                  |
| 2013 | Don't Forget Who You Are                                     | Don't Forget Who You Are                                  |
| 2013 | Taking Over                                                  | Don't Forget Who You Are                                  |
| 2013 | Better Than That                                             | Don't Forget Who You Are                                  |
| 2018 | Loaded                                                       | Coup De Grace                                             |
| 2018 | Coup De Grace                                                | Coup De Grace                                             |
| 2018 | Cry On My Guitar                                             | Coup De Grace                                             |
| 2018 | Killing The Joke                                             | Coup De Grace                                             |
| 2018 | Too Little Too Late                                          | Coup De Grace                                             |
| 2018 | LA Five Four (309)                                           | inget album                                               |
| 2019 | Can You See Me Now                                           | inget album                                               |
| 2019 | Blame It On The Summertime                                   | inget album                                               |
| 2021 | Don't Let It Get You Down                                    | Change The Show                                           |
| 2021 | Caroline                                                     | Change The Show                                           |
| 2021 | See Ya When I See Ya                                         | Change The Show                                           |
| 2021 | Nothing's Ever Gonna Be Good Enough (med Corinne Bailey Rae) | Change The Show                                           |
| 2023 | Troubled Son                                                 | One Man Band                                              |
| 2023 | Baggio                                                       | One Man Band                                              |
| 2023 | The Wonder                                                   | One Man Band                                              |
| 2023 | One Man Band                                                 | One Man Band                                              |

### MedThe Last Shadow Puppets[20]

#### Album
| År   | Titel                            |
| ---- | -------------------------------- |
| 2008 | The Age of The Understatement    |
| 2016 | Everything You've Come to Expect |

#### EP
| År   | Titel                         |
| ---- | ----------------------------- |
| 2008 | The Age of The Understatement |
| 2008 | Standing Next to Me           |
| 2008 | My Mistakes Were Made For You |
| 2016 | Spotify Sessions              |
| 2016 | The Dream Synopsis            |

### MedThe Rascals[21]
| År   | Titel         | Typ         |
| ---- | ------------- | ----------- |
| 2007 | Out of Dreams | EP          |
| 2008 | Rascalize     | Studioalbum |